# ونبرگ
ونبرگ (به آلمانی: Wonneberg) یک شهر در آلمان است که در بایرن واقع شده‌است.

## خصوصیات
ونبرگ ۱۸٫۰۱ کیلومترمربع مساحت دارد ۵۸۰ متر بالاتر از سطح دریا واقع شده‌است.